# Germán Cabrera
Germán Cabrera (* 2. Mai 1903 in Las Piedras, Uruguay; † 30. Mai 1990 in Montevideo, Uruguay) war ein uruguayischer Bildhauer.
Nachdem Cabrera von 1918 bis 1926 Bildhauerei bei Luis Falcini am Círculo de Bellas Artes studierte, führte ihn sein Weg zunächst nach Paris. Dort waren die Académie Colarossi und die Académie de la Grande Chaumière die nächsten Stationen seines künstlerischen Bildungsweges, bei denen Charles Despiau und von 1926 bis 1928 Antoine Bourdelle seine Lehrmeister waren.
Bei einem nationalen Bildhauerei-Wettbewerb erhielt er 1930 ein Stipendium des Uruguayischen Bildungsministeriums (Ministerio de Instrucción Pública). Dies ermöglichte ihm ein Studium in Europa und er reiste in der Folge nach Italien, Griechenland und Frankreich. Auch war er ab 1930 in verschiedenen Institutionen in Uruguay und Venezuela als Dozent tätig.
Später lebte er dann unterbrochen von einer kürzeren Phase der Rückkehr nach Uruguay von 1938 bis 1944 sowie von 1946 bis 1951 in Venezuela. Anschließend nahm er jedoch erneut seinen Wohnsitz in seinem Geburtsland. Ende der 1950er bzw. Anfang der 1960er Jahre folgte eine weitere von Reisen geprägte Phase Cabreras, als es ihn sowohl nach Europa als auch nach Mexiko und in die USA zog.
Cabrera der vielfach national und international ausgezeichnet wurde, führte umfangreich inner- und außerhalb seines Heimatlandes sowohl Einzel- als auch Gemeinschaftsausstellungen durch bzw. nahm daran teil. Zahlreiche Werke Cabreras, der im Bereich des Industriesdesigns wirkte und zudem auch Werke architektonisch integrierte, befinden sich in montevideanischen Gebäuden aber auch in Museen und Privatsammlungen beispielsweise in Deutschland, England und Spanien.

## Auszeichnungen
- 1930: Preis des Uruguayischen Bildungsministeriums beim Salón del Centenario
- 1937: Goldmedaille bei der Internationalen Ausstellung in Paris
- 1940: Erster Preis beim Internationalen Wettbewerb zur Errichtung des Denkmals für General Páez in Venezuela
- 1944: Erster Preis beim Salón Oficial Anual in Caracas
- 1958: Großer Preis und Goldmedaille beim Salón Nacional de Uruguay
- 1959: Stipendiumspreis der Bildhauerei beim Salón Bienal del Ministerio de Instrucción Pública
- 1961: Preis bei der Wettbewerbsausstellung der Fundación Pipino y Márquez in Córdoba
- 1963: Premio Blanes, Uruguay